# Am Abgrund (Hohlbein)
Am Abgrund ist ein 1999 erschienener historisch-phantastischer Roman von Wolfgang Hohlbein und der erste Band der Chronik der Unsterblichen. Die Geschichte um zwei Vampyre auf der Suche nach den Mördern ihrer Angehörigen spielt im Transsilvanien des 15. Jahrhunderts.

## Handlung
Nach dem Tod seiner Frau und seiner Tochter kehrt der Schwertkämpfer Andrej Delãny in sein Heimatdorf Borsã zurück, aus dem er vor Jahren vertrieben worden war, um seinen dort lebenden Sohn Marius wiederzusehen. Doch bei seiner Ankunft muss er feststellen, dass das Dorf überfallen wurde und fast alle Bewohner auf bestialische Weise getötet wurden.
Einzig der junge Frederic hat überlebt und erzählt Andrej, dass ein Kirchenmann mit einer Gefolgschaft von Rittern nach Borsã kam, einen Teil der Bewohner getötet und den anderen Teil als Sklaven verschleppt habe. Am brutalsten seien drei „goldene Ritter“ vorgegangen. Andrej nimmt mit Frederic die Verfolgung auf, wird aber unterwegs von einem der Ritter und zwei weiteren Männern gestellt, kann jedoch mit knapper Not die Oberhand gewinnen – der „Goldene“ aber verschwindet.
Auf dem Weg nach Constanza, wo sie die gefangenen Dorfbewohner vermuten, müssen Andrej und Frederic in einem Gasthaus einkehren, wo sie wenig später von weiteren Kriegern entdeckt werden, welche das Gasthaus anzünden. Die beiden werden von den Dieben Serge und Krusha gerettet und müssen sich daher mit den Verbrechern verbünden, um ihre Familien zu retten. Nachdem sich Andrej und Frederic relativ schnell von ihren Wunden erholt haben, schmieden die vier einen Plan.
In der Hafenstadt Constanza trifft Andrej die geheimnisvolle Maria, in die er sich verliebt. Doch Maria ist die Schwester des Inquisitors Domenicus, der Andrejs und Frederics Heimatdorf überfiel. Bei einer Auseinandersetzung verletzt Frederic den Inquisitor lebensbedrohlich, und seitdem werden sie nicht nur von Domenicus Gefolgsleuten, sondern auch von den Rittern des Herzogs von Constanza gejagt.
In der Nacht muss Andrej den Privatschatz des Herzogs für Serge und Krusha stehlen, ein Verräter hilft ihm dabei. Doch dieser entpuppt sich dann als Herzog Jag Demagyar höchstpersönlich, der Andrej in eine Falle gelockt hat. Er wird gefangen und ihm wird nicht nur der versuchte Mord an Domenicus, sondern auch der an Demagyar sowie die Brandstiftung im Gasthaus zur Last gelegt. Später wird Andrej überfallen und bewusstlos geschlagen.
In einer Lagerhalle am Hafen, in der Demagyar zusammen mit einem der goldenen Ritter, Maltus, die Dorfbewohner an den nubischen Sklavenhändler Abu Dun verkauft, erwacht er wieder. Der Herzog erzählt ihm, dass er Frederic getötet habe. Nachdem der Herzog weggegangen ist erzählt Maltus Andrej, dass er ein Unsterblicher sei, und dass auch er, Andrej, einer sei. Nachdem er ihm erklärt hat, wie man einen von ihnen töten kann, beginnt ein ungleicher Kampf auf Leben und Tod zwischen den beiden, den Andrej nur mit knapper Not für sich entscheiden kann. Am Ende muss er nur noch den besonderen Lebenssaft, das Blut seines Kontrahenten, trinken, was ihn stärker macht.
Der Herzog wird schließlich von Frederic, der, wie Andrej bereits ahnte, ebenfalls ein Unsterblicher ist, getötet. Andrej entschließt sich, zuerst den Sklavenhändler Abu Dun zu verfolgen, bevor er sich den anderen goldenen Rittern widmet.

## Hintergrund
Am Abgrund  erschien 1999 als erster Band der mittlerweile sechzehn Romane umfassenden Chronik der Unsterblichen. Hohlbein, der schon zuvor mehrere historische Romane verfasste die im Mittelalter spielten, bettete die phantastische Geschichte um den Vampyr Andrej und seine Gefährten in ein geschichtliches Szenario – die Bedrohung des christlichen Europas durch die Expansion des Osmanischen Reiches – ein und lässt die Handlung größtenteils an realen Schauplätzen spielen.
2004 erschien eine Comic-Adaption, die in etwa das erste Drittel des Romans umfasst.

## Ausgaben

### Roman
- Wolfgang Hohlbein: Am Abgrund, vgs 1999, ISBN 3-8025-2608-2
- Wolfgang Hohlbein: Am Abgrund, Ullstein 1999, ISBN 3-548-25165-X

### Comic
- Thomas von Kummant, Benjamin von Eckartsberg: Wolfgang Hohlbeins Chronik der Unsterblichen 1: Am Abgrund 1, ehapa comic collection 2004, ISBN 978-3770428809
- Thomas von Kummant, Benjamin von Eckartsberg: Wolfgang Hohlbeins Chronik der Unsterblichen: Das Making Of, ehapa comic collection 2006, ISBN 978-3770428892
- Thomas von Kummant, Benjamin von Eckartsberg: Wolfgang Hohlbeins Chronik der Unsterblichen 2: Am Abgrund 2, ehapa comic collection 2011, ISBN 978-3770428816
- Chaiko, Benjamin von Eckartsberg: Wolfgang Hohlbeins Chronik der Unsterblichen 3: Der Vampyr 1, ehapa comic collection 2014, ISBN 978-3770438365
- Chaiko, Benjamin von Eckartsberg: Wolfgang Hohlbeins Chronik der Unsterblichen 4: Der Vampyr 2, ehapa comic collection 2015, ISBN 978-3770438587
- Chaiko, Benjamin von Eckartsberg: Wolfgang Hohlbeins Chronik der Unsterblichen 5: Der Todesstoß 1, ehapa comic collection 2015, ISBN 978-3770438815
- Chaiko, Benjamin von Eckartsberg: Wolfgang Hohlbeins Chronik der Unsterblichen 6: Der Todesstoß 2, ehapa comic collection 2016, ISBN 978-3770439188

### Hörbuch
- Die Chronik der Unsterblichen – Teil 1: Am Abgrund, gesprochen von Dietmar Wunder, Lübbe Audio 2008, ISBN 978-3-7857-3544-2.